# Winkelhaid

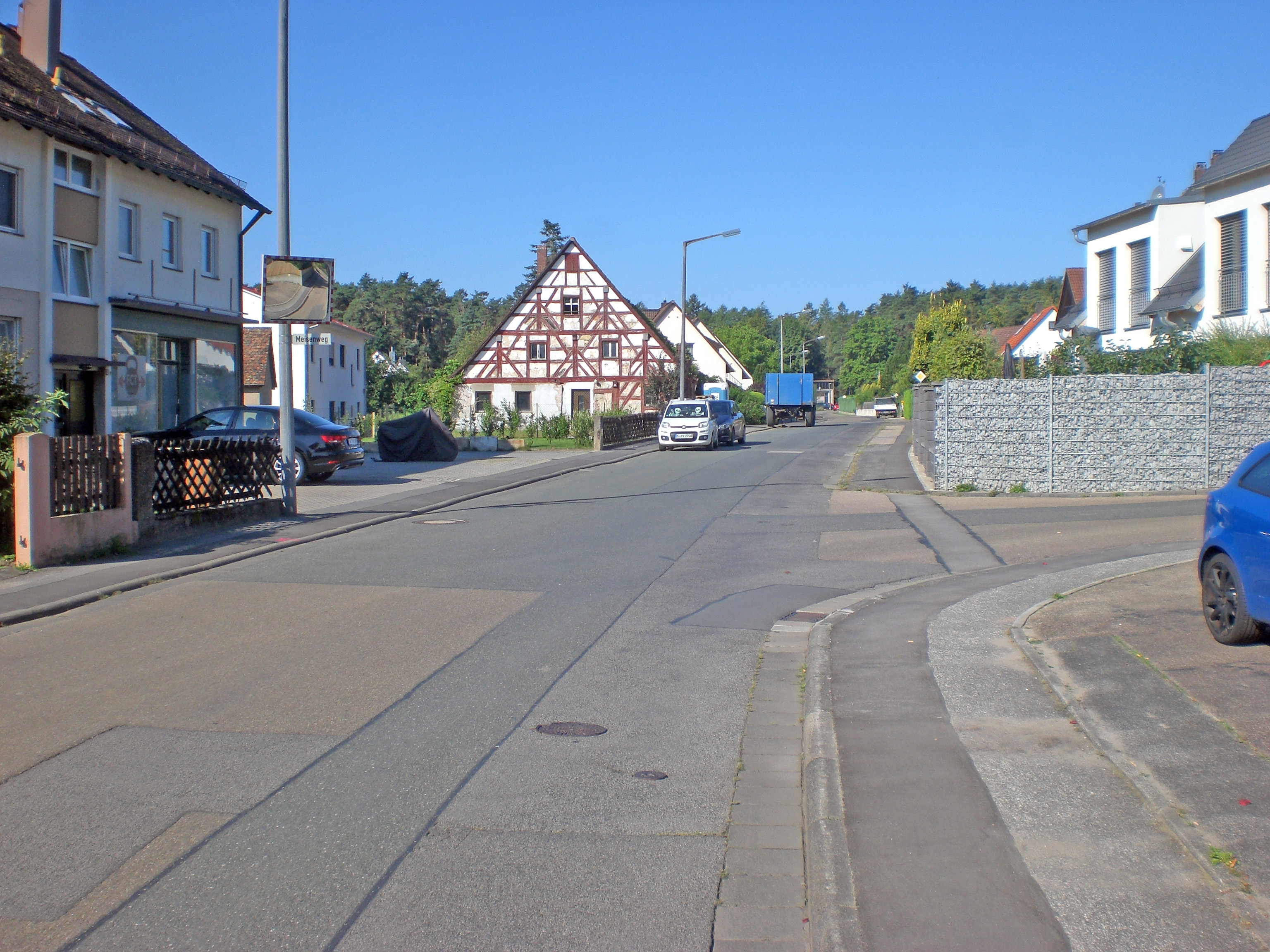
Winkelhaider Hauptstraße

Winkelhaid ist eine Gemeinde und ein Dorf im mittelfränkischen Landkreis Nürnberger Land.

## Geografie

### Geografische Lage
Die Gemeinde liegt etwa 18 km südöstlich von Nürnberg am östlichen Rand des Lorenzer Reichswaldes, im Übergangsbereich vom Mittelfränkischen Becken zum Vorland der Mittleren Frankenalb.

### Gemeindegliederung
Die Gemeinde hat 4 Gemeindeteile:
- Penzenhofen (heute mit dem Hauptort zusammengewachsen)
- Richthausen (ebenfalls mit dem Hauptort zusammengewachsen)
- Ungelstetten (eine Enklave nördlich der BAB 6)
- Winkelhaid

Es gibt auf dem Gemeindegebiet die Gemarkungen Penzenhofen (Gemarkungsteil 1) und Winkelhaid (Gemarkungsteil 0). Die Gemarkung Winkelhaid hat eine Fläche von 23,108 km². Sie ist in 2895 Flurstücke aufgeteilt, die eine durchschnittliche Flurstücksfläche von 7982,14 m² haben. In ihr liegt neben dem namensgebenden Ort liegen die Gemeindeteile Richthausen und Ungelstetten und das gemeindefreie Gebiet Winkelhaid.

### Nachbargemeinden
Nachbargemeinden sind (im Norden beginnend im Uhrzeigersinn): Altdorf bei Nürnberg, Schwarzenbruck und Feucht.

### Fließgewässer
Im Gemeindegebiet befinden sich folgende drei Fließgewässer:
- Ebenbach: Das Fließgewässer 3. Ordnung hat sein Quellgebiet westlich von Weinhof und fließt durch mehrere Teichketten südöstlich von Penzenhofen, bevor der Bach westlich von Hahnhof mit dem Hennertsmühlgraben zusammenfließt und den Gauchsbach bildet. Das Fließgewässer fällt ebenso wie der Röstbach im Sommer teilweise oder vollständig trocken. Das Einzugsgebiet des Ebenbaches und Röstbaches wird im Wesentlichen durch Lias (Schwarzer Jura) und Feuerletten bestimmt. Der biozönotischen Gewässertyp Ebenbach und Röstbach entspricht der Kategorie karbonatische, fein-bis grobmaterialreiche Mittelgebirgsflüsse des Keupers.[7]

- Röstbach (Röst): Der Quellbereich des Fließgewässers 3. Ordnung liegt im Osten von Winkelhaid in der landwirtschaftlichen Flur. Das Gewässer fließt in Ost-West-Richtung. In der Ortsmitte wird der kleine Bach zu einem Weiher am Rathaus aufgestaut. Der Röstbach mündet westlich von Winkelhaid innerhalb des Reichswaldes in den Ebenbach. Der Röstbach ist im Siedlungsgebiet durchgehend reguliert und verbaut.

- Röthenbach: Der Fluss fließt im Westen von Ungelstetten und weist insgesamt einen über 21 km langen Gewässerverlauf auf. Der biozönotische Gewässertyp entspricht der Kategorie feinmaterialreiche, karbonatische Mittelgebirgsbäche des Keupers.[7]

### Geologie
Das Gemeindegebiet ist geologisch im Wesentlichen durch Lias-Schichten (Schwarzer Jura) geprägt. Die Umgebung von Ungelstetten weist daneben quartären Flugsand über Keuper- und Lias-Ablagerungen auf. Im nordöstlichen Teil von Ungelstetten treten Feuerletten aus dem Keuper auf. Kleinräumige Vorkommen von Feuerletten (Trossingen-Formation) sind zudem im Bereich der Fließgewässer Ebenbach und Röst im Osten von Winkelhaid vorhanden. Entlang des Röthenbachs sind quartäre Talfüllungen mit Schwemmsanden zu beobachten.

### Klima
Winkelhaid liegt mit seinem humiden Klima in der kühl-gemäßigten Klimazone. Die Gemeinde befindet sich im Übergangsbereich zwischen dem feuchten atlantischen und dem trockenen Kontinentalklima. Nach der Klimaklassifikation von Köppen-Geiger zählt Franken, einschließlich Winkelhaid, insgesamt zum gemäßigten Ozeanklima (Cfb-Klima). Dabei bleibt die mittlere Lufttemperatur des wärmsten Monats unter 22 °C und die des kältesten Monats über −3 °C.
Die Niederschlagsmenge beträgt im Jahresmittel 693 mm, wobei ein Übergewicht im Sommer zu verzeichnen ist. Der Juni ist mit 81 mm der niederschlagreichste Monat. Der niederschlagsärmste Monat ist der Februar mit 41 mm. Über das gesamte Jahr ergibt sich eine mittlere Temperatur von 8,2 °C. Der Juli ist mit durchschnittlich 17,5 °C, aus klimatologischer Sicht, der wärmste Monat im Jahresverlauf. Im Januar sind die niedrigsten Temperaturen mit durchschnittlich −1,3 °C zu verzeichnen.
|                        | Jan  | Feb  | Mär  | Apr  | Mai  | Jun  | Jul  | Aug  | Sep  | Okt  | Nov | Dez  |   |      |
| Mittl. Temperatur (°C) | −1,3 | −0,1 | 3,7  | 7,8  | 12,7 | 15,9 | 17,5 | 17,0 | 13,3 | 8,4  | 3,3 | 0,1  | ⌀ | 8,2  |
| Mittl. Tagesmax. (°C)  | 1,5  | 3,3  | 8,0  | 13,0 | 18,2 | 21,4 | 23,1 | 22,5 | 18,6 | 12,9 | 6,1 | 2,6  | ⌀ | 12,6 |
| Mittl. Tagesmin. (°C)  | −4,0 | −3,5 | −0,6 | 2,7  | 7,2  | 10,5 | 12,0 | 11,5 | 8,1  | 4,0  | 0,5 | −2,4 | ⌀ | 3,9  |
|                        |      |      |      |      |      |      |      |      |      |      |     |      |   |      |
| Niederschlag (mm)      | 49   | 41   | 47   | 48   | 66   | 81   | 79   | 75   | 55   | 49   | 48  | 55   | Σ | 693  |

| −4,0 |

| −3,5 |

| −0,6 |

| 2,7 |

| 7,2 |

| 10,5 |

| 12,0 |

| 11,5 |

| 8,1 |

| 4,0 |

| 0,5 |

| −2,4 |

| −4,0 |

| −3,5 |

| −0,6 |

| 2,7 |

| 7,2 |

| 10,5 |

| 12,0 |

| 11,5 |

| 8,1 |

| 4,0 |

| 0,5 |

| −2,4 |

| N i e d e r s c h l a g | 49  | 41  | 47  | 48  | 66  | 81  | 79  | 75  | 55  | 49  | 48  | 55  |
|                         | Jan | Feb | Mär | Apr | Mai | Jun | Jul | Aug | Sep | Okt | Nov | Dez |

### Flächennutzung
| Nutzung                    | Hektar |
| -------------------------- | ------ |
| Fläche der Wohngebiete     | 102    |
| Verkehrsfläche             | 55     |
| Waldfläche                 | 172    |
| Landwirtschaftliche Fläche | 302    |
| Flächen anderer Nutzung    | 17     |
| Gesamtfläche               | 648    |

Die Flächennutzungstabelle zeigt einen vergleichsweise hohen Anteil an landwirtschaftlich genutzten Flächen, der bei 46,5 Prozent liegt und damit die Hälfte der Gemeindefläche ausmacht. Winkelhaid zeichnet sich durch einen großen Waldreichtum aus. Über ein Viertel der Gemeindefläche nimmt der Reichswald ein, der genaue Anteil beträgt 26,6 Prozent. Die Freiflächen – bestehend aus Wald und Ackerflächen – umfassen fast drei Viertel vom Winkelhaider Gemeindegebiet, der genaue Anteil beträgt 73,1 Prozent.
Der Anteil der Wohngebiete umfasst 15,7 Prozent. Der Verkehrsflächenanteil liegt bei 8,5 Prozent.

## Geschichte
Vorgeschichte
Etwa 10 vorgeschichtliche Fundstellen zeigen den Fortschritt in der Vorgeschichts-Forschung der letzten 30 Jahre an. Den ältesten Siedlungsnachweis bildet eine Fundstelle östlich von Penzenhofen, die auf Zuwanderer aus dem südostbayerischen Raum in der mittleren Jungsteinzeit in der ersten Hälfte des 5. Jahrtausends vor Christi Geburt hinweist.
Seit der Bronzezeit scheint die Winkelhaider Flur bis zur Zeitenwende immer wieder von Menschen besiedelt worden zu sein, aber die geringen Lesefunde lassen nur vorsichtige Schlüsse zu. Unter den späten Kelten gab es wohl zwei kleinere Siedlungen, bevor die Spuren für Jahrhunderte verschwinden.
Frühes Mittelalter
Vor wenigen Jahren wurde deutlich, dass der unbekannteste Ortsteil Richthausen vielleicht der älteste ist: Das Dorf „Riuthusen“ wurde voraussichtlich schon im 9. Jahrhundert zur Zeit der Nachkommen Kaiser Karls des Großen gegründet und im 12. Jahrhundert am Ostrand des Ortes (heute REWE) um eine Töpferei erweitert, die wohl bis in die frühe Neuzeit bestanden hat.
Die ersten Schriftquellen

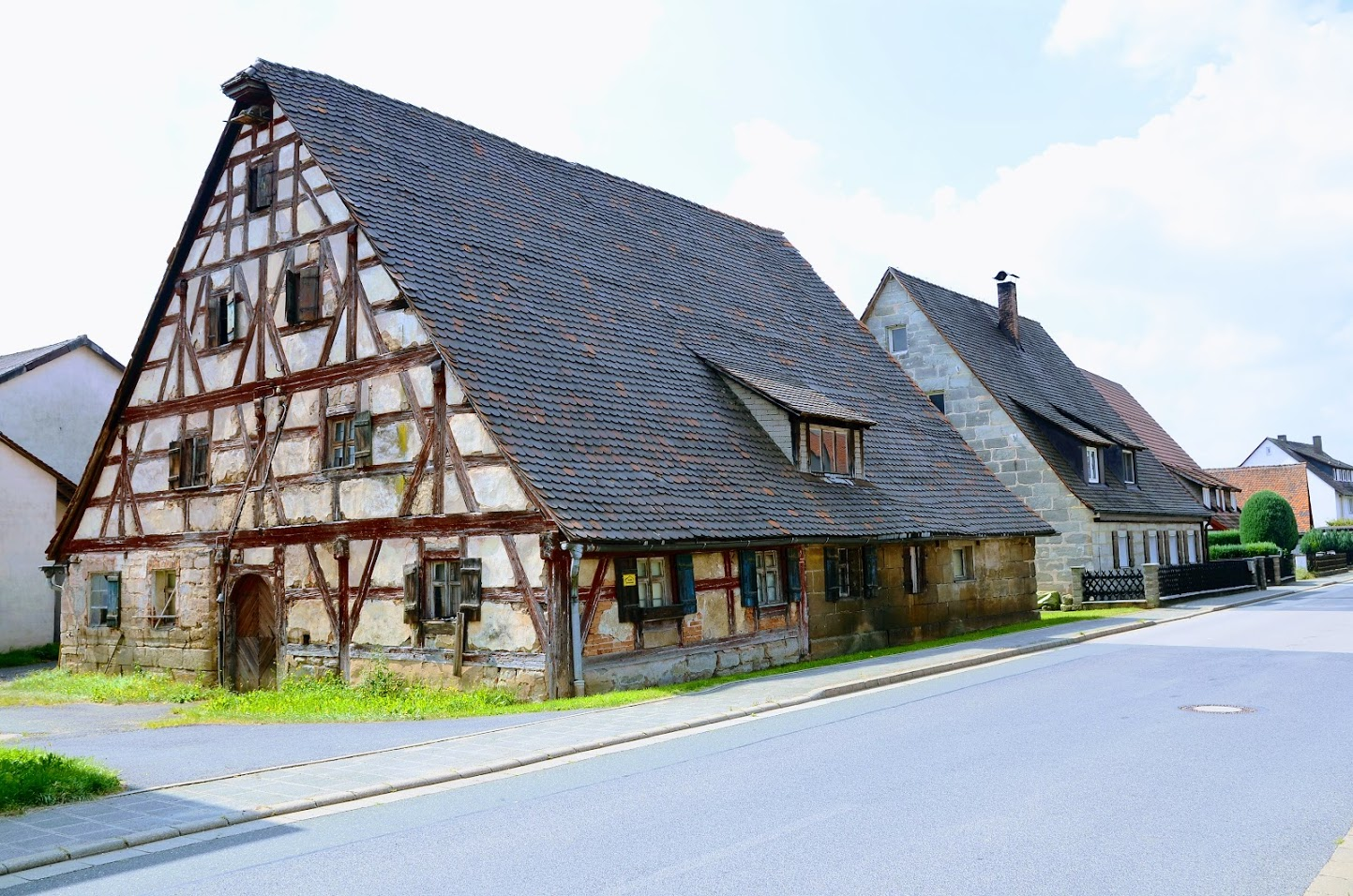
Richthausen – historische Bauernhäuser und Fachwerkhäuser entlang der Richthausener Straße (2017)

Von Anfang dürfte das Kirchdorf Penzenhofen an der wichtigen Straße Feucht - Altdorf der bedeutendste Ortsteil gewesen sein. Er tritt im Jahre 1129 in einer Eichstätter Urkunde ins Licht der Geschichte und war damals Sitz der Reichsdienstmannen Turinhart und Hartmann von Penzenhofen.
Erste Siedlungsaktivitäten im Gemeindegebiet sind für den Zeitraum zwischen 1040 und 1050 n. Chr. durch archäologische Fundstücke belegt. Die erste urkundliche Erwähnung Winkelhaids stammt aus dem Jahr 1274.
Das späte Mittelalter
Die Dörfer Winkelhaid und Richthausen gehörten seit Urzeiten zur königlichen Hofmark Altdorf und wurden mit ihr 1360 von den Grafen von Nassau an die Burggrafen von Nürnberg verkauft. 1393 kamen sie vom Herzog von Pommern an den Kurfürsten von der Pfalz, der hier zwar die Dorf- und Landesherrschaft, aber längst nicht alle Bauernhöfe innehatte. Denn Nürnberger Bürger und Klöster besaßen 1499 schon 7 Güter in Ungelstetten und vier in Penzenhofen unter Pfälzer Hoheit in der Hauptmannschaft Ludersheim.
Die Neuzeit
Eine große Veränderung brachte der Landshuter Erbfolgekrieg 1504, in dem die Reichsstadt Nürnberg das benachbarte kurpfälzische Amt Altdorf erobern und behaupten konnte. Seitdem gehörten alle Winkelhaider Ortsteile mit den wesentlichen Rechten zum neu entstandenen Nürnberger Land. Zu Beginn des 16. Jahrhunderts konnten für Winkelhaid bereits 50 Anwesen nachgewiesen werden. Ende des 18. Jahrhunderts wohnten etwa 380 Einwohner im Ort. Die Eröffnung der Eisenbahnstrecke Nürnberg-Feucht-Winkelhaid-Altdorf (1878) brachte neue Chancen, denn viele Winkelhaider fanden in Nürnberg einen Arbeitsplatz.

### Eingemeindungen
Im Zuge der Gebietsreform in Bayern wurde am 1. Januar 1972 der Hauptort Penzenhofen der gleichnamigen aufgelösten Gemeinde eingegliedert.

### Einwohnerentwicklung
1925 wurden 724 Einwohner gezählt. Nach dem Zweiten Weltkrieg wuchs der Ort durch den Zuzug von Flüchtlingen und Vertriebenen, so dass die Bevölkerung bis 1950 auf 1388 Einwohner anwuchs. Durch den Rückgang der Landwirtschaft wurden Felder in Bauland umgewandelt, 1976 war die 3000-Einwohner-Grenze erreicht. Im Jahre 2017 lebten in Winkelhaid 4274 Einwohner, bei einer Bevölkerungsdichte von 674 Einwohnern je Quadratkilometer.

## Politik

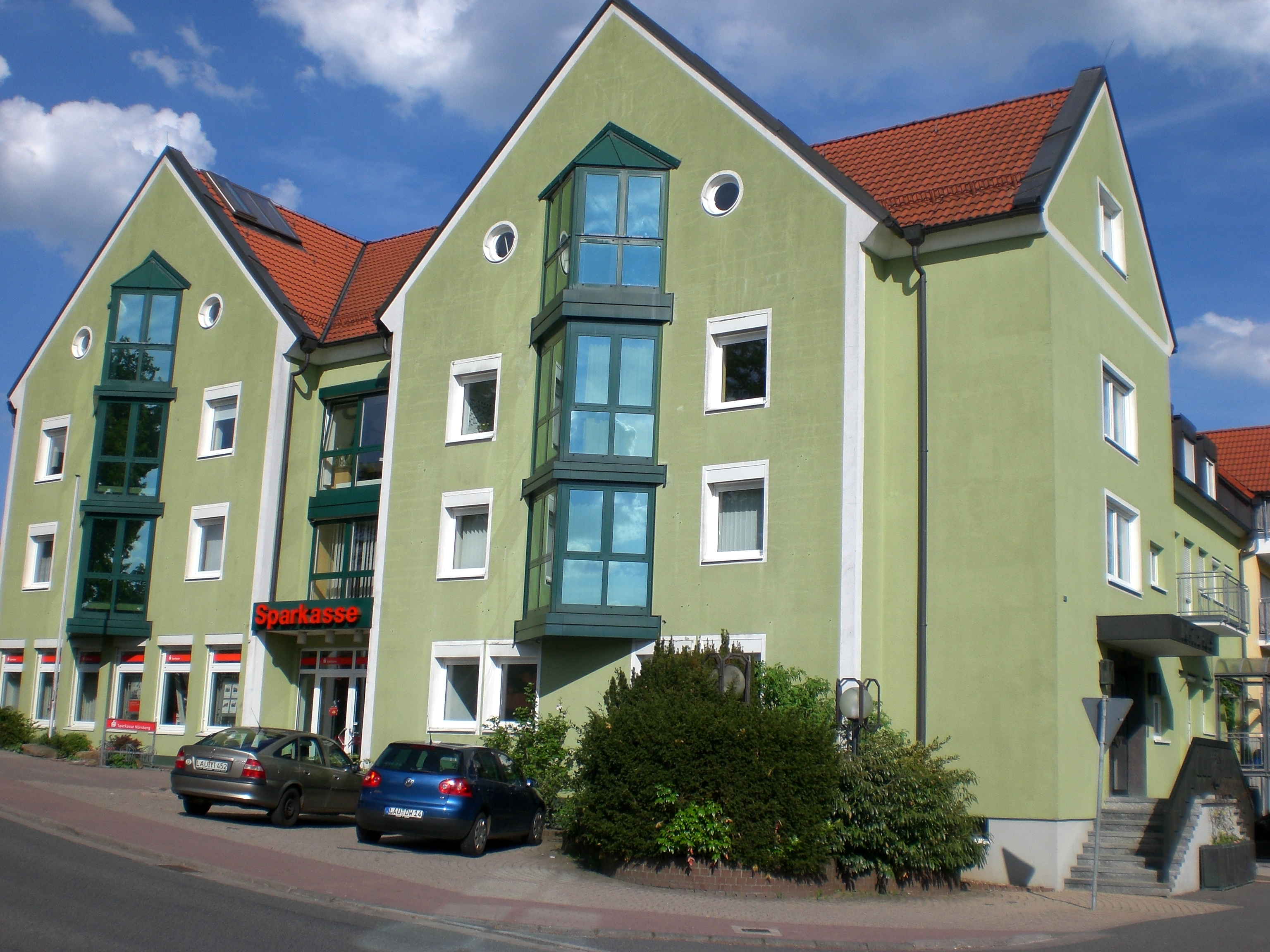
Rathaus Winkelhaid im Mai 2012

### Gemeinderat
Der Gemeinderat setzt sich aus 16 Gemeinderäten und dem Ersten Bürgermeister zusammen.
|      | CSU | SPD | Grüne | FWG | UWA *) | Gesamt   |
| 2020 | 9   | -   | 3     | 3   | 2      | 16 Sitze |
| 2014 | 9   | 3   | 2     | 2   | 1      | 16 Sitze |
| 2008 | 9   | 4   | 2     | 2   |        | 16 Sitze |

(Stand: Kommunalwahl am 15. März 2020)
Erläuterung: *) Unabhängige Winkelhaider Alternative
- CSU: 9
- Grüne: 3
- FWG: 3
- UWA: 2

### Religion

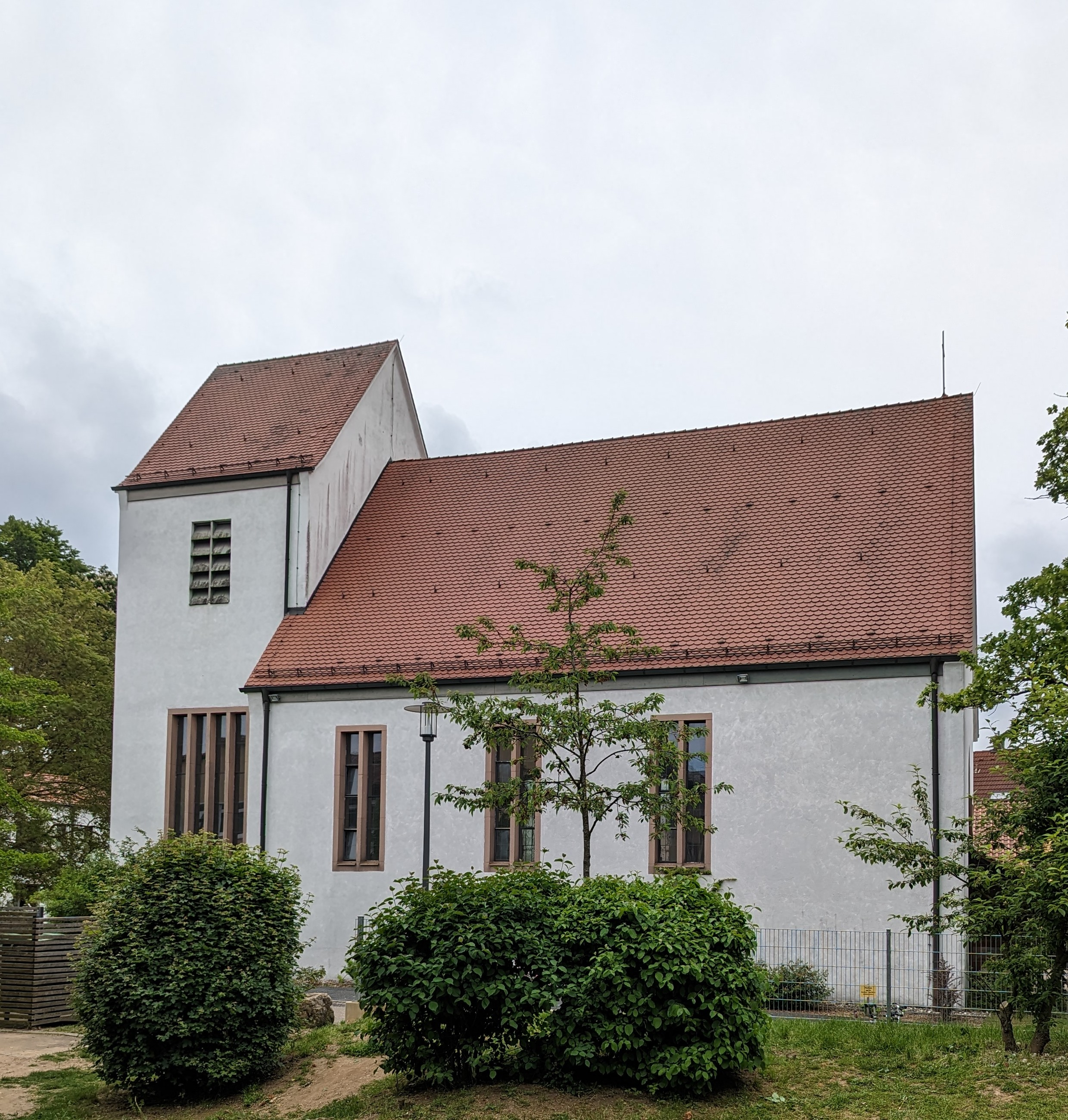
Mariä Aufnahme in den Himmel in Winkelhaid

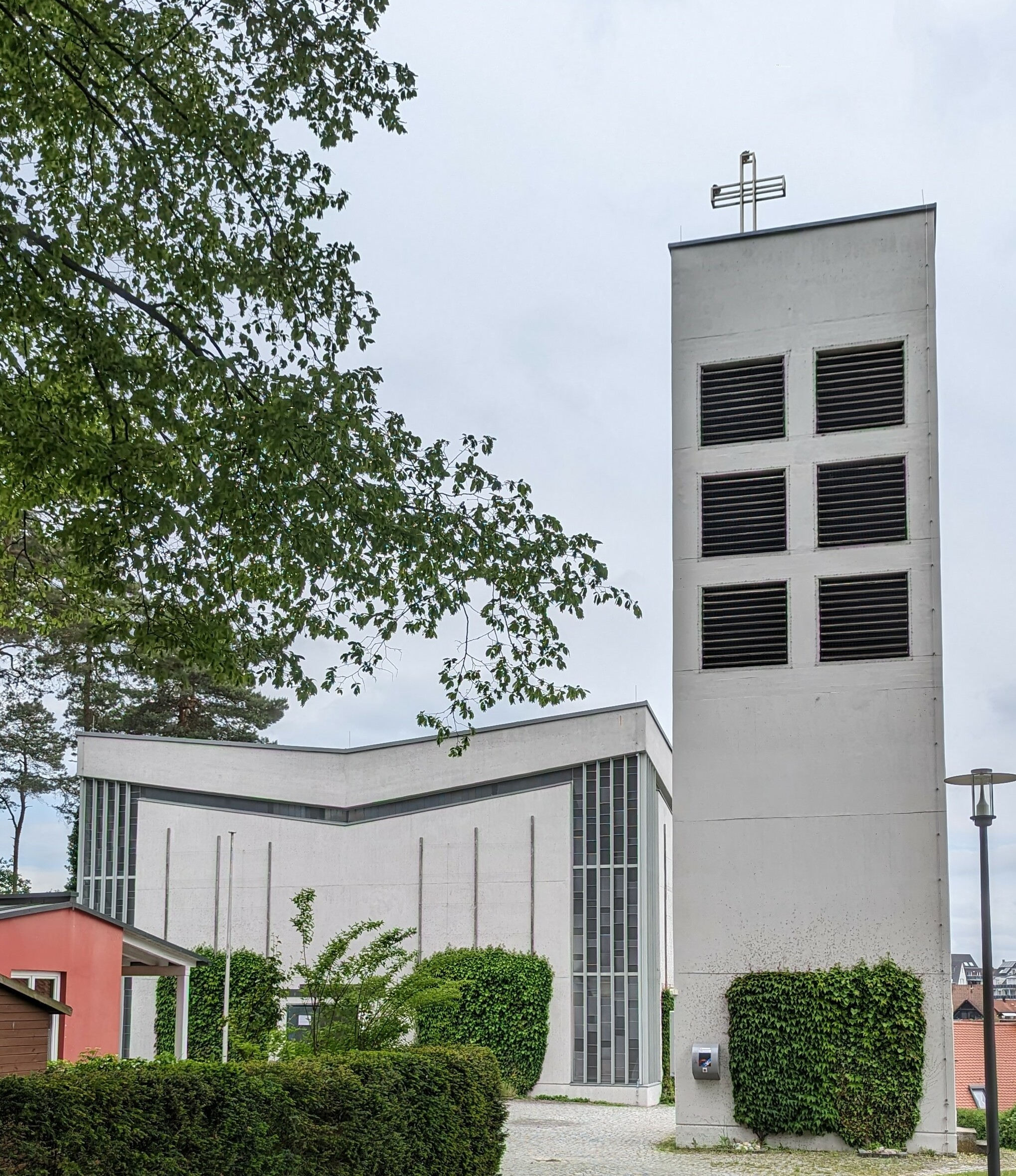
Dreieinigkeitskirche in Winkelhaid

- Katholische Kirche Mariä Aufnahme in den Himmel.
- Evangelische Dreieinigkeitskirche.

### Bürgermeister
Seit Mai 2008 ist Michael Schmid (CSU) Erster Bürgermeister. Vorgänger war seit 1978 Dietmar Trautmann (CSU).

### Wappen
| | Blasonierung: „In Rot auf grünem Boden ein goldener Bienenkorb, darüber schräg gekreuzt ein silberner Kreuzstab und ein silberner Winkel.“ |
| Wappenbegründung: Der Winkel symbolisiert den Ortsnamen, welcher für Heide im Winkel steht. Der Bienenstock deutet auf die historischen Zeidelgüter und die damit einhergehende Waldbienenzucht hin. Die Lage im Reichswald bot dafür geeignete Standortvoraussetzungen. Der Kreuzstab gilt als das Attribut des Heiligen Johannes, dem auch die Kirche in Penzenhofen geweiht wurde. | |

### Gemeindepartnerschaften
- Die Ortschaft Teis in Südtirol
- Die Landgemeinde Apc in Nordungarn

## Kultur und Sehenswürdigkeiten

### Bau- und Bodendenkmäler

#### Johanniskirche

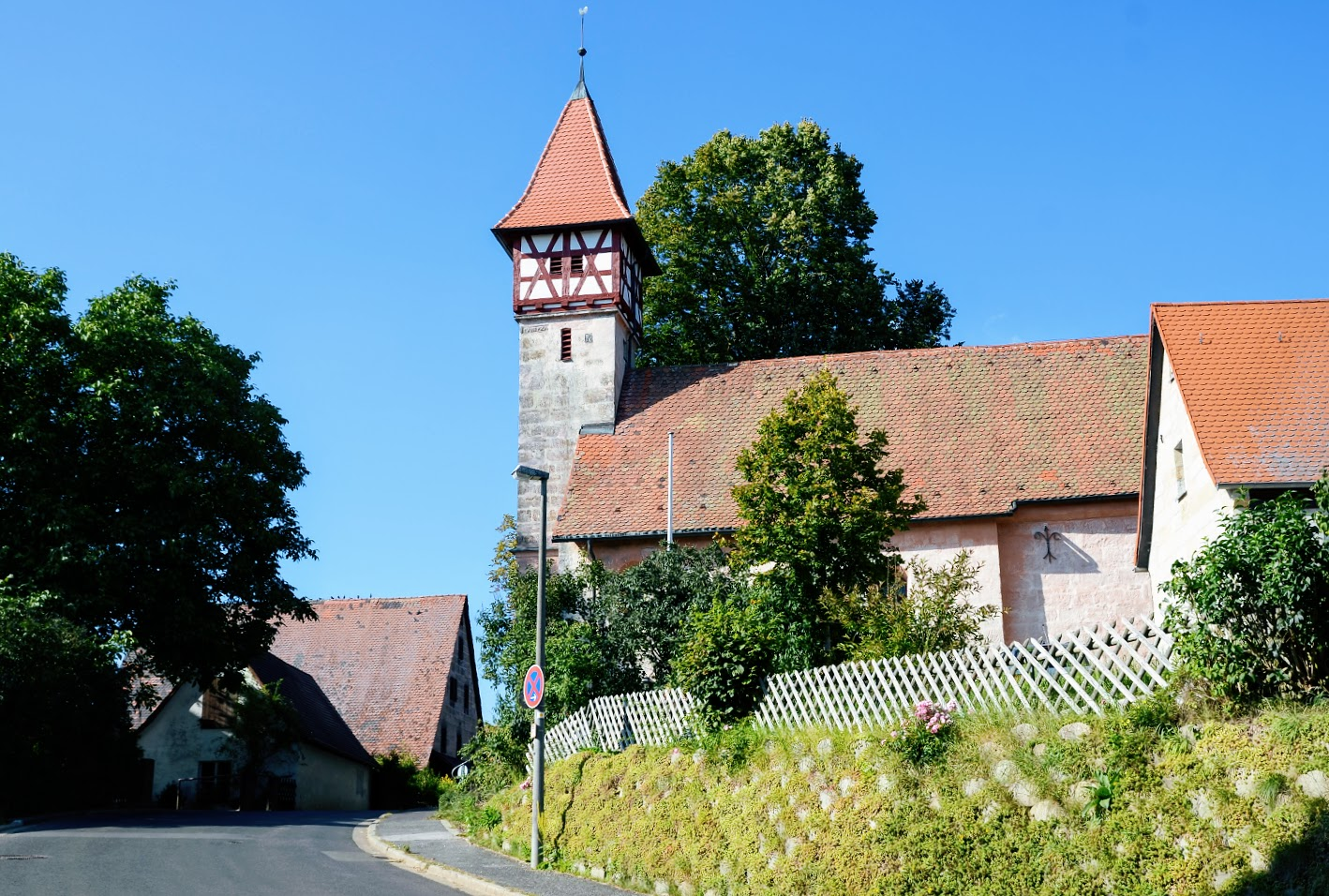
Johanniskirche in Penzenhofen (2017)

Die Johanniskirche in Penzenhofen wurde um 1400 im gotischen Stil errichtet.
Ein Saalbau mit rechteckigem, leicht eingezogenem Chor und ein markanter Westturm mit Spitzhelm zeichnen die evangelisch-lutherische Kirche aus. Im Jahre 1690/91 erfolgte eine umfangreiche Wiederherstellung des Gebäudes. Das Turmkranzgeschoss und Fachwerk wurden 1948 erneuert.
Die Kirche wurde als Studentenkapelle der Theologischen Fakultät der Universität Altdorf genutzt. Angehende Theologen hielten hier ihre ersten Predigten.

### Park

#### Sedansgärtlein

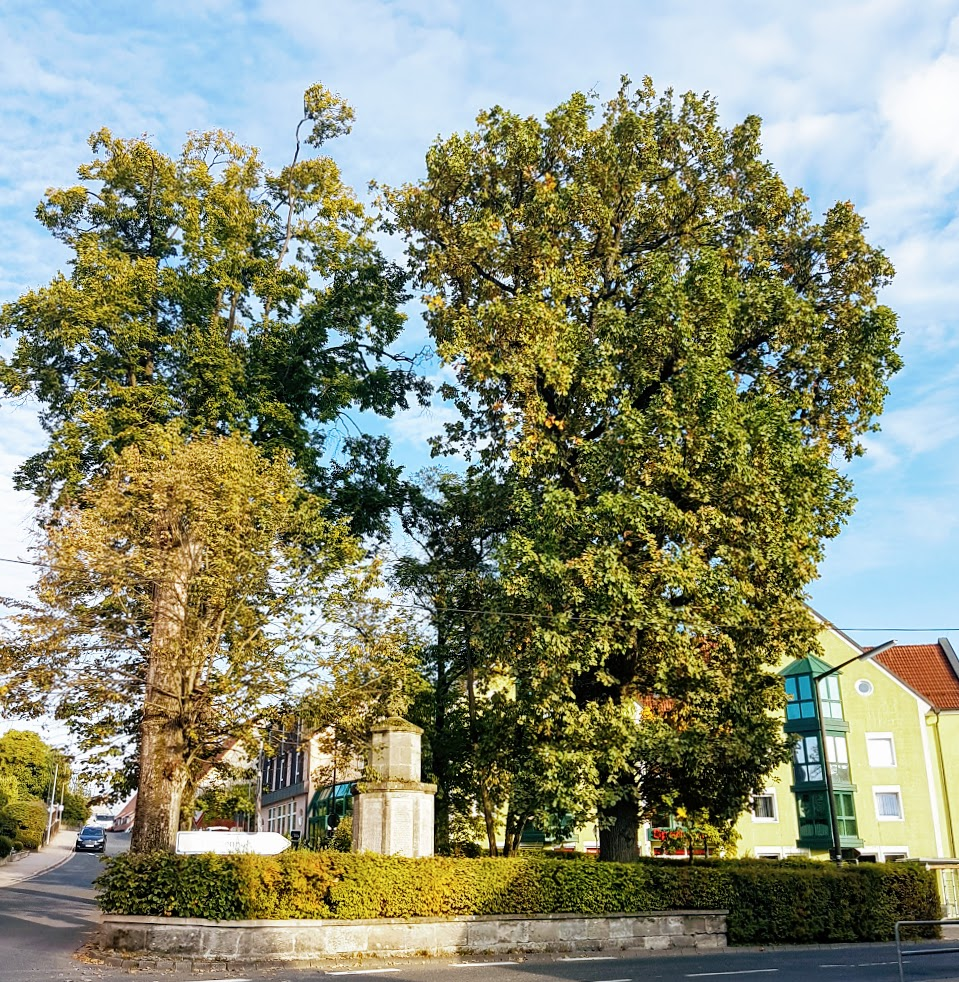
Sedansgärtlein in Winkelhaid

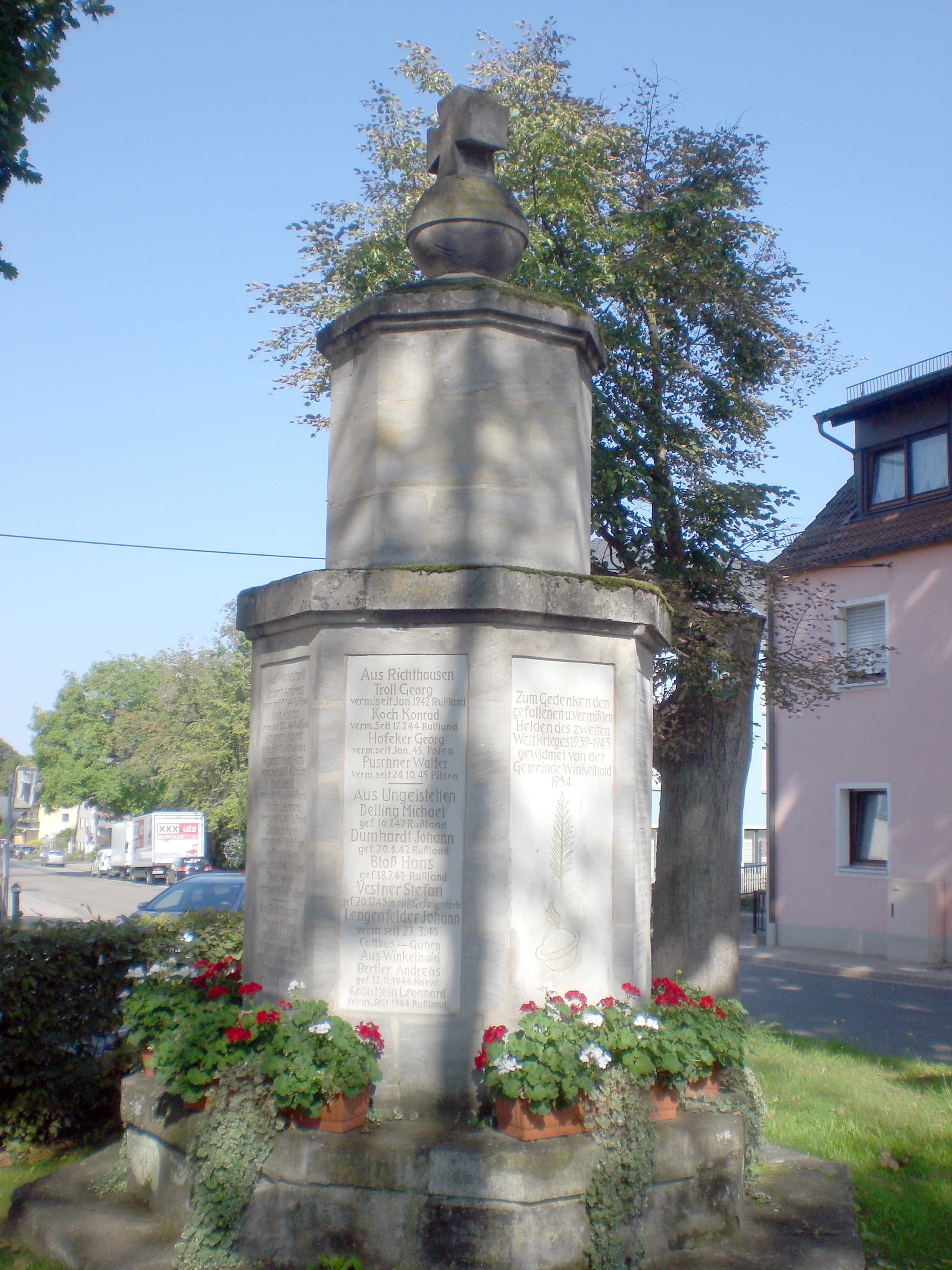
Kriegerdenkmal im Sedansgärtlein

Die als Sedansgärtlein bezeichnete Grünfläche befindet sich in der Ortsmitte von Winkelhaid zwischen Penzenhofener Straße und Richthausener Straße. Der dreiecksförmige kleine Garten wurde mit sogenannten Gedenk- und Friedensbäumen im Jahre 1648 anlässlich des Westfälischen Friedens beziehungsweise 1871 zur deutsche Reichsgründung bepflanzt. Zwei ortsbildprägende Linden und eine Eiche sind ein zentrales Gestaltungselement der Anlage. Inmitten der Baumgruppe befindet sich ein Kriegerdenkmal, das 1922 errichtet wurde. Das Sedansgärtlein stand von 1910 bis 1995 unter Naturschutz.
Die Gartenanlage ist vom Bayerischen Landesamt für Denkmalpflege als Baudenkmal (D-5-74-164-30) ausgewiesen.

### Schutzgebiete

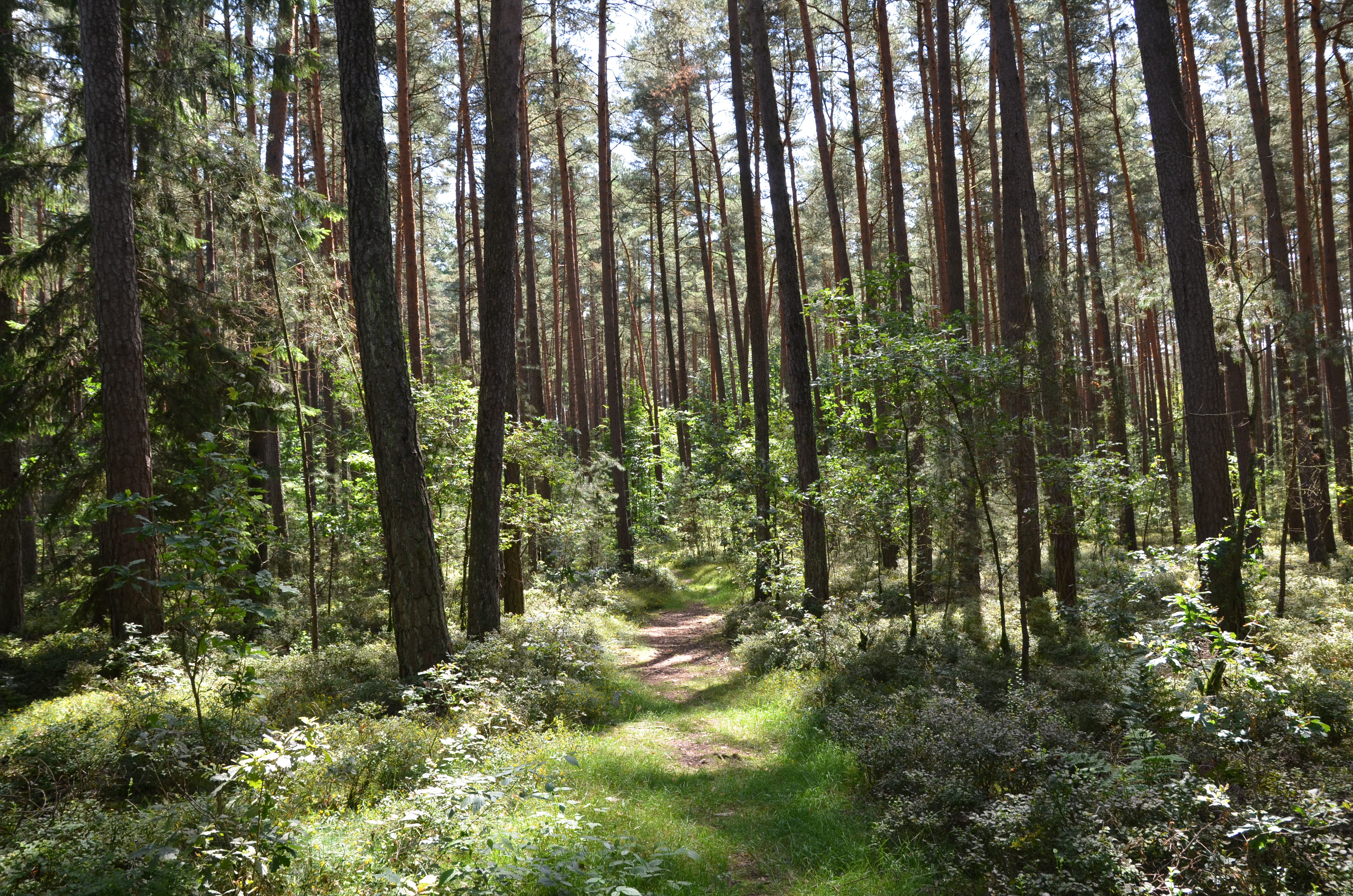
Weißmoos-Kiefernwald im EU-Vogelschutzgebiet Nürnberger Reichswald bei Winkelhaid (2017)

Nördlich von Winkelhaid befindet sich das Naturschutzgebiet Flechten-Kiefernwälder südlich Leinburg. Nordöstlich liegt das Naturdenkmal und Geotop Röthenbachklamm.
Westlich des Siedlungsgebiets von Winkelhaid befindet sich das EU-Vogelschutzgebiet Nürnberger Reichswald. Hier dominieren Weißmoos-Kiefernwälder mit Preiselbeere und Heidelbeere als Unterwuchs. Moose, Heide und sehr kleinflächige Flechtenbestände bilden zudem die Bodenvegetation.

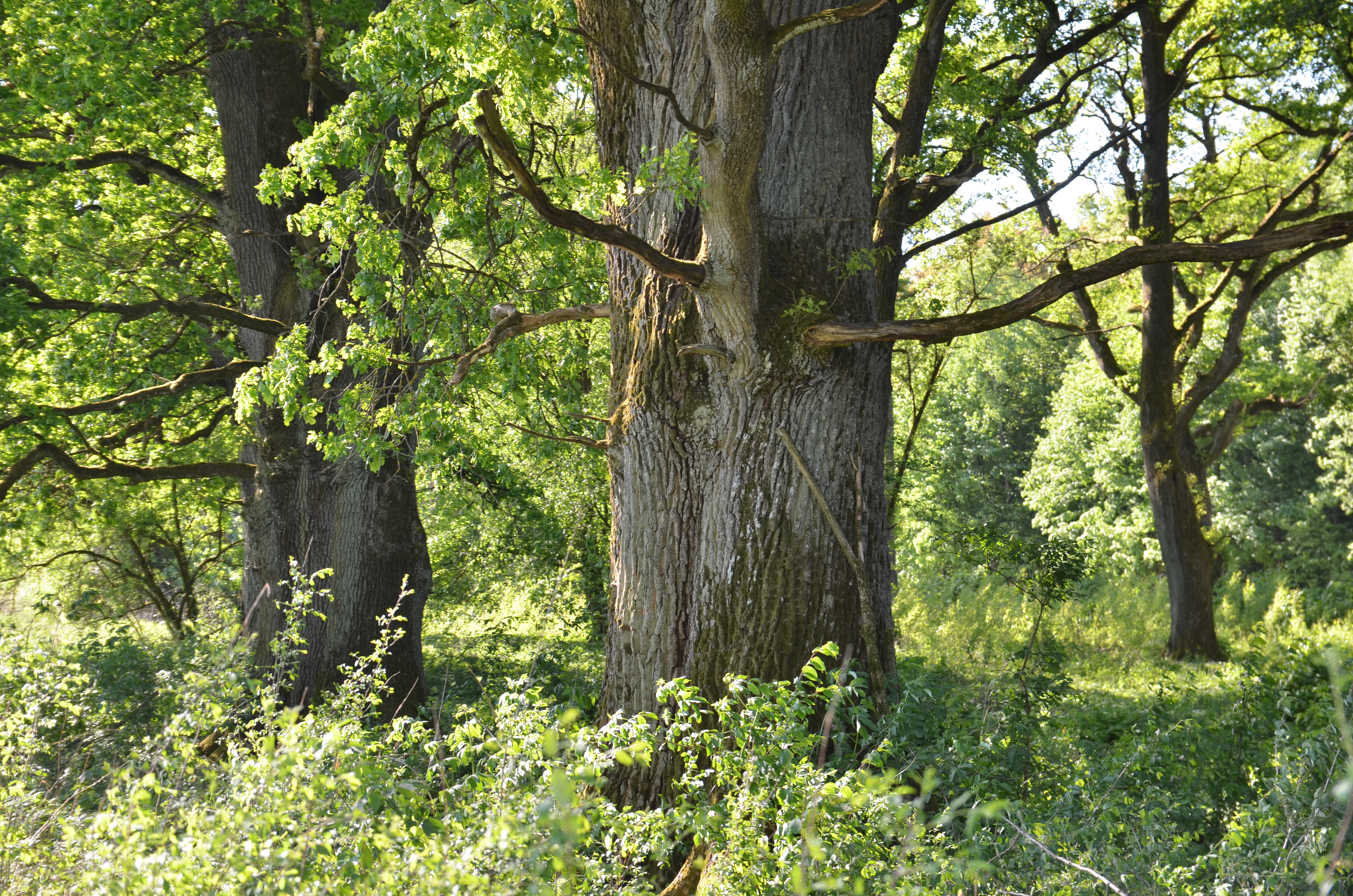
Eichenhain bei Penzenhofen

Im Südosten des Gemeindegebiets, an der Staatsstraße 2239 ist ein alter Hutanger mit Alteichenbeständen gelegen. Dieser Eichenhain bei Penzenhofen wurde aufgrund seiner kulturgeschichtlichen Bedeutung als Geschützter Landschaftsbestandteil ausgewiesen.

### Mehrgenerationenplatz
2020 wurde am Ortsrand ein XXL-Spielplatz eröffnet, der auch als Kommunikationstreffpunkt konzipiert wurde.

## Verkehr
Im Nordosten wird Winkelhaid von der Autobahn A 3 berührt. Eine Auffahrtmöglichkeit besteht bei Altdorf (AS 90). Die Staatsstraße St 2239 verbindet den Gemeindeteil Penzenhofen mit Feucht bzw. Altdorf.

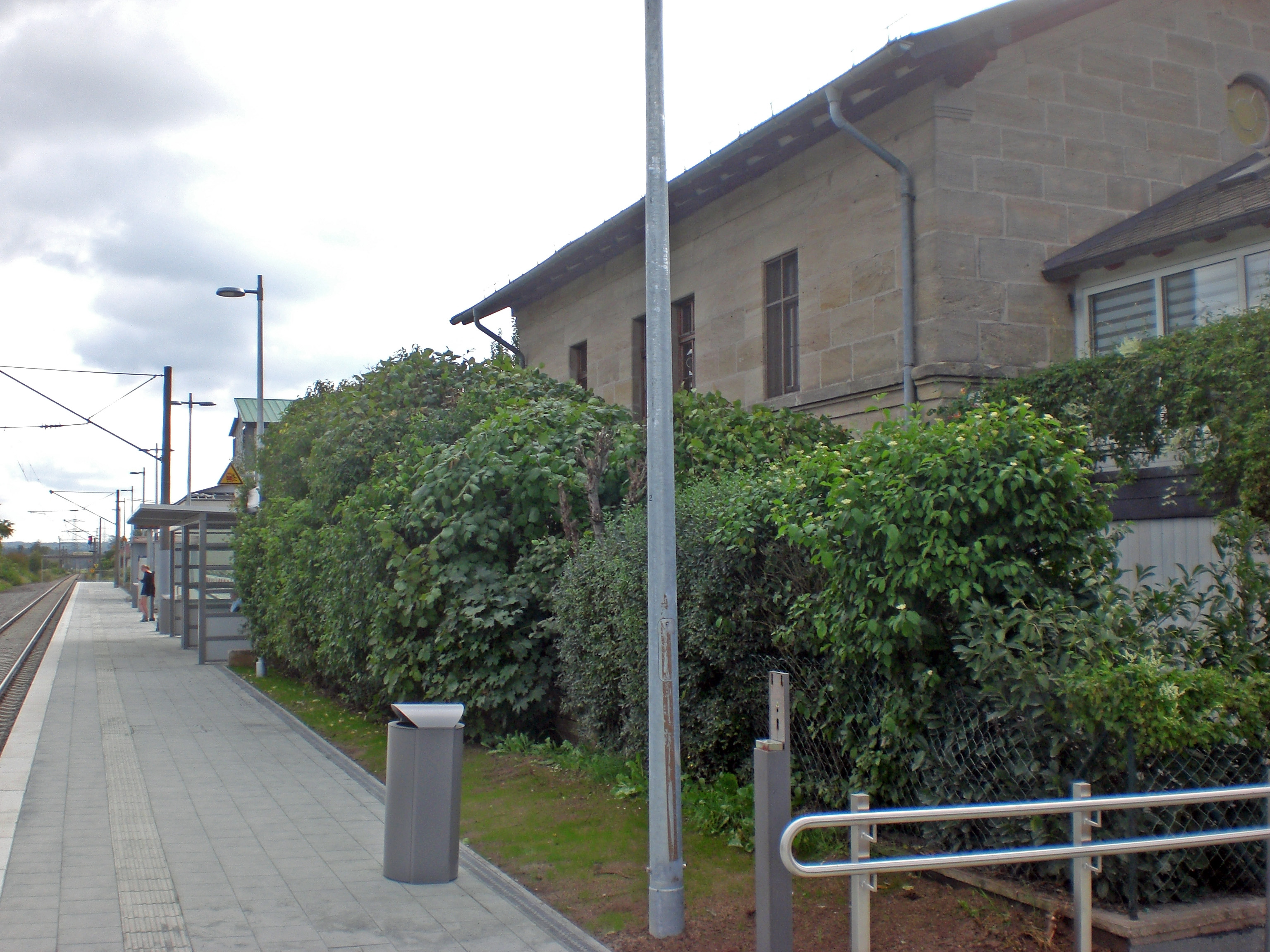
Bahnhof Winkelhaid

Winkelhaid ist mit einem eingleisigen Haltepunkt am nördlichen Ortsrand an die Nürnberger S-Bahn angeschlossen. Die Fahrzeit zum 19,6 Schienen-Kilometer entfernten Hauptbahnhof Nürnberg beträgt 23 Minuten.
| Linie | Verlauf | Takt                                                                 |
| ----- | --- | -------------------------------------------------------------------- |
| S3    | Nürnberg Hbf – Nürnberg-Dürrenhof – Nürnberg-Gleißhammer – Nürnberg-Dutzendteich – Nürnberg Frankenstadion – Fischbach (Nürnberg) – Feucht – Feucht-Moosbach – Winkelhaid – Ludersheim – Altdorf West – Altdorf Stand: Fahrplanwechsel Dezember 2023 | 20/40 min 20 min (HVZ und Nürnberg–Feucht montags–freitags tagsüber) |

Am Wochenende wird Winkelhaid von Nachtbussen aus Nürnberg (mit Umstieg in Feucht) angefahren.

## Bildung
Die Grundschule Winkelhaid/Penzenhofen mit den Klassen eins bis vier hatte zwei Standorte in Winkelhaid und in Penzenhofen. Das aus dem Jahr 1957 stammende Schulgebäude in Winkelhaid wurde im Mai 2016 abgerissen.
Die weiterführenden Klassen fünf bis neun der Hauptschule werden in Feucht und Altdorf angeboten. Auch die nächste Realschule befindet sich in Feucht, das nächste Gymnasium in Altdorf.
Die Verwaltung der Volkshochschule Schwarzachtal ist im Rathaus Winkelhaid untergebracht.